# ルーク・グレガーソン
ルーク・グレガーソン（Luke Gregerson、本名：ルーカス・ジョン・グレガーソン（Lucas John "Luke" Gregerson , 1984年5月14日 - ）は、アメリカ合衆国イリノイ州クック郡パークリッジ出身の元プロ野球選手（投手）。右投左打。

## 経歴

### プロ入りとカージナルス傘下時代
2006年のMLBドラフトでセントルイス・カージナルスから28巡目（全体856位）指名され、プロ入り。

### パドレス時代
2009年の開幕前にトレードで、サンディエゴ・パドレスへ移籍した。4月6日のロサンゼルス・ドジャース戦で3番手として登板し、メジャーデビューを果たした。
2010年はセットアッパーのマイク・アダムス、クローザーのヒース・ベルへの繋ぎとして、歴代最高（当時）の40ホールドを記録した。
2011年のアダムス移籍後はセットアッパーとなった。クローザーの離脱時は代役を務めることもあった。
2013年はシーズン開幕前の3月に開催された第3回ワールド・ベースボール・クラシック(WBC)のアメリカ合衆国代表に選出された。

### アスレチックス時代
2013年12月3日にセス・スミスとのトレードで、オークランド・アスレチックスへ移籍した。
2014年1月17日にアスレチックスと506万5000ドルの1年契約に合意した。この年は72試合に登板し、3勝3敗1セーブ・22ホールド、防御率は自己ベストの2.12を記録した。9月30日、カンザスシティ・ロイヤルズとのワイルドカードゲームでポストシーズン初登板を果たした。スコア7-4で迎えた8回裏、1アウト、ランナー1、2塁の場面で先発のジョン・レスターのマウンドを引き継いだが、1安打、1四球、1暴投でランナー2人を本塁に返してしまい、チームは延長戦の末に敗れた。オフにFAとなった。

### アストロズ時代
2014年12月12日にヒューストン・アストロズと総額1850万ドル+出来高の3年契約を結んだ。
2015年は抑えで起用され、64試合に投げて通算500登板にあと1試合とリーチを掛けた。防御率は5年ぶりに3.00を超えて3.10だったが、7勝3敗と大きく勝ち越してア・リーグ10位の31セーブを記録した。また、自己ベストの与四球率をマークしたほか、WHIPを5年ぶりに1.00未満にまとめ上げるなど、投球内容は安定していた。10月6日のニューヨーク・ヤンキースとのワイルドカードゲームで登板し、1回無失点、無安打、2奪三振に抑えてポストシーズンでの初セーブを挙げ、ディビジョンシリーズ進出に貢献した。
2016年シーズン1試合目の登板で、通算500試合登板を達成。メジャーデビューから8年連続54試合 (MLBレギュラーシーズン試合数の3分の1) 以上となる59試合に登板したが、それでもキャリア最少だった。防御率3.28・4勝3敗15セーブ・WHIP0.97という成績を残したが、防御率はキャリアで1番高い数値だった。ただ、三振を奪う力が復活し、6シーズンぶりの10.0超となる奪三振率10.5をマークした。またこのシーズンは、対右被OPSが.440だったのに対し、対左被OPSは.746と左打者に痛打されることが多かった。オフの12月28日に第4回WBCのアメリカ合衆国代表への参加の意思を表明した。
2017年はシーズン開幕前の2月9日に第4回WBCのアメリカ合衆国代表に選出され、2大会連続2度目の選出を果たした。主に抑えを務め、4試合で4イニングを無失点、3セーブを記録した。チームも3月22日の決勝プエルトリコ戦に勝利し、初の優勝を果たした。
シーズンではチームトップとなる65試合に登板したものの、被本塁打が初めて10を超えるなど安定感を欠いた場面が多く、防御率4.57・WHIP1.34と成績を大きく落とした。一方、奪三振率は2年続けて10.0超と高水準を維持した。オフの11月2日にFAとなった。

### カージナルス時代
2017年12月14日にカージナルスと2年総額1100万ドルで契約を結んだ。契約には3年目の2020年に600万ドルの条件付き自動行使オプションが含まれている（行使条件は2年目に60試合登板または2年間で130試合登板で自動行使。条件を満たなかった場合は500万ドルの球団側選択オプションに変更となり、破棄された場合は100万ドルを受け取る）。
2019年5月17日にDFAとなり、20日に自由契約となった。

## 投球スタイル
81～85mphのスライダーが全投球の約半数を占め、88～91mphのシンカーが約4割を占める。フォーシーム、チェンジアップ、カットボール、カーブも投げるが、頻度は低い。カーブは2012年に投げ始めたが2015年以降は投げるのをやめている。グラウンドボールピッチャーであり、特に2015年以降のゴロ率は約60%となっている。

## 詳細情報

### 年度別投手成績
| 年 度     | 球 団     | 登 板 | 先 発 | 完 投 | 完 封 | 無 四 球 | 勝 利 | 敗 戦 | セ 丨 ブ | ホ 丨 ル ド | 勝 率 | 打 者 | 投 球 回 | 被 安 打 | 被 本 塁 打 | 与 四 球 | 敬 遠 | 与 死 球 | 奪 三 振 | 暴 投 | ボ 丨 ク | 失 点 | 自 責 点 | 防 御 率 | W H I P |
| --------- | --------- | ----- | ----- | ----- | ----- | -------- | ----- | ----- | -------- | ----------- | ----- | ----- | -------- | -------- | ----------- | -------- | ----- | -------- | -------- | ----- | -------- | ----- | -------- | -------- | ------- |
| 2009      | SD        | 72    | 0     | 0     | 0     | 0        | 2     | 4     | 1        | 27          | .333  | 318   | 75.0     | 62       | 3           | 31       | 9     | 3        | 93       | 4     | 0        | 29    | 27       | 3.24     | 1.24    |
| 2010      | SD        | 80    | 0     | 0     | 0     | 0        | 4     | 7     | 2        | 40          | .364  | 297   | 78.1     | 47       | 8           | 18       | 2     | 1        | 89       | 0     | 0        | 30    | 28       | 3.22     | 0.83    |
| 2011      | SD        | 61    | 0     | 0     | 0     | 0        | 3     | 3     | 0        | 16          | .500  | 241   | 55.2     | 57       | 2           | 19       | 3     | 2        | 34       | 2     | 0        | 23    | 17       | 2.75     | 1.37    |
| 2012      | SD        | 77    | 0     | 0     | 0     | 0        | 2     | 0     | 9        | 24          | 1.000 | 294   | 71.2     | 57       | 7           | 21       | 3     | 3        | 72       | 3     | 0        | 19    | 19       | 2.39     | 1.09    |
| 2013      | SD        | 73    | 0     | 0     | 0     | 0        | 6     | 8     | 4        | 25          | .429  | 268   | 66.1     | 49       | 3           | 18       | 2     | 4        | 64       | 1     | 0        | 24    | 20       | 2.71     | 1.01    |
| 2014      | OAK       | 72    | 0     | 0     | 0     | 0        | 5     | 5     | 3        | 22          | .500  | 284   | 72.1     | 58       | 6           | 15       | 3     | 1        | 59       | 6     | 0        | 20    | 17       | 2.12     | 1.01    |
| 2015      | HOU       | 64    | 0     | 0     | 0     | 0        | 7     | 3     | 31       | 0           | .700  | 239   | 61.0     | 48       | 5           | 10       | 2     | 2        | 59       | 1     | 0        | 24    | 21       | 3.10     | 0.95    |
| 2016      | HOU       | 59    | 0     | 0     | 0     | 0        | 4     | 3     | 15       | 15          | .571  | 230   | 57.2     | 38       | 5           | 18       | 2     | 2        | 67       | 6     | 0        | 23    | 21       | 3.28     | 0.97    |
| 2017      | HOU       | 65    | 0     | 0     | 0     | 0        | 2     | 3     | 1        | 18          | .400  | 263   | 61.0     | 62       | 13          | 20       | 4     | 0        | 70       | 5     | 1        | 31    | 31       | 4.57     | 1.34    |
| 2018      | STL       | 17    | 0     | 0     | 0     | 0        | 0     | 0     | 0        | 2           | ----  | 57    | 12.2     | 14       | 2           | 6        | 0     | 0        | 12       | 2     | 1        | 10    | 10       | 7.11     | 1.58    |
| 2019      | STL       | 6     | 0     | 0     | 0     | 0        | 0     | 0     | 0        | 0           | .---  | 27    | 5.2      | 11       | 0           | 1        | 0     | 0        | 2        | 0     | 0        | 5     | 5        | 7.94     | 2.12    |
| MLB：11年 | MLB：11年 | 646   | 0     | 0     | 0     | 0        | 35    | 36    | 66       | 189         | .493  | 2518  | 617.1    | 503      | 54          | 177      | 30    | 18       | 621      | 30    | 2        | 238   | 216      | 3.15     | 1.10    |

- 2019年度シーズン終了時
- 各年度の太字はリーグ最高

### 背番号
- 57（2009年 - 2013年）
- 44（2014年 - 2019年）

### 代表歴
- 2013 ワールド・ベースボール・クラシック・アメリカ合衆国代表
- 2017 ワールド・ベースボール・クラシック・アメリカ合衆国代表